# Alan Lomax
Alan Lomax (31. ledna 1915 – 19. července 2002) byl americký muzikolog a folklorista. Narodil se v Austinu ve státě Texas jako syn folkloristy a muzikologa Johna Lomaxe. Spolu se svým otcem jezdil po amerických plantážích a věznicích a nahrával písně místních hudebníků. V jedné z věznic tak potkal hudebníka Leadbellyho, se kterým v následujících letech spolupracoval. V roce 1994 byl uveden do Blues Hall of Fame. Anglický hudebník Brian Eno prohlásil, že bez Lomaxe by neexistovaly skupiny jako The Beatles, The Rolling Stones ani The Velvet Underground. Zemřel v roce 2002 ve věku 87 let.